# Раймонд I де Бо (граф д’Авеллино)
Раймонд I де Бо (фр. Raymond I des Baux; ум. 1321) — граф д’Авеллино и сеньор де Бо с 1305 года.

## Биография
Сын Бертрана I, графа д’Авеллино, и Филиппины де Пуатье.
С 1280 года участвовал в войне с византийцами на Балканах. В апреле 1281 года попал в плен в проигранной анжуйцами битве при Берате. В августе был освобожден.
Участвовал в войне Сицилийской вечерни. В 1287 году вместе с отцом и братом Гуго был взят в плен арагонцами в Аугусте. Освобожден в 1290 году за большой выкуп.
В 1294 году назначен капитан-генералом в войне с арагонцами. В 1295 году вошел в состав совета при наследнике короны Карле Мартелле, назначенном генеральным викарием королевства. В том же году было заключено перемирие с арагонцами в Ананьи, но в следующем году война возобновилась. Раймонд участвовал в военных действиях, в частности, в кампании 1299 года, закончившейся морской победой анжуйцев у мыса Орландо.
По окончании войны (1302 год) занялся наведением порядка в семейных владениях, которым расточительство и дурное управление его отца нанесло немалый урон. В 1308 году был назначен сенешалем Пьемонта, а в 1315 — Прованса. Там он купил часть замка Обань, затем, 9 июля 1320 года, у своего брата Агу, его часть замка Бо, и сделал этот замок своей резиденцией.
В 1320 году арагонцы вторглись в Калабрию, Раймонд был вызван командовать войсками, и был убит в следующем году в сражении у Грузанса.

## Семья
1-й брак (1274): Жанна (ум. после 1305), сеньора де Нанжи, дочь Жана де Бриана, сеньора де Нанжи, великого коннетабля Сицилийского королевства, и Элизы де Бомон
2-й брак: Стефанетта де Бо де Пюирикар (ум. 21.08.1367), дочь Раймонда II де Бо, сеньора де Пюирикар, и Эсташи д’Этандар
Дети (от 2-го брака):
- Гуго I де Бо (Угонелло) (ум. 1351)
- Филиппина де Бо (ум. после 1371). Муж (до 1326): Гарен де Шатонеф, сеньор д’Апшье (ум. после 1374)
- Алиса де Бо. Муж (1323): Фульк д’Агу, барон де Со
- Сибилла де Бо (ум. до 1361). Муж: Жак Савойский (1315—1367), сеньор Пьемонта и титулярный принц Ахейский, сын Филиппа I, сеньора Пьемонта